# Onze-Lieve-Vrouw-van-Lourdeskapel (Motmansstraat, Houthalen)
De Onze-Lieve-Vrouw-van-Lourdeskapel is een pijlerkapel in de vorm van een mijnwerkerslamp, gelegen in de Motmansstraat in Houthalen (gemeente Houthalen-Helchteren).
De kapel werd gebouwd door mijnwerker Arthur Gorissen en werd op 1 mei 1958 ingewijd. De ronde kapel is geverfd in de kleuren wit en blauw, heeft een nis met een beeld van Onze-Lieve-Vrouw-van-Lourdes en is bekroond met een kruisbeeld.